# Fierville-Bray
Fierville-Bray é uma ex-comuna francesa na região administrativa da Normandia, no departamento de Calvados. Estendeu-se por uma área de 12,76 km². Em 2010 a comuna tinha 492 habitantes (densidade: 38,6 hab./km²).
Em 1 de janeiro de 2017 foi fundida com as comunas de Airan, Billy, Conteville e Poussy-la-Campagne para a criação da nova comuna de Valambray.